# Titularbistum Augustopolis in Phrygia
Augustopolis in Phrygia (ital.: Augustopoli di Frigia) ist ein Titularbistum der römisch-katholischen Kirche.
Der untergegangene Bischofssitz befand sich im nördlichen Phrygien (heute mittleres Anatolien) und war der Kirchenprovinz Synnada in Phrygia zugeordnet.
| Titularbischöfe von Augustopolis in Phrygia |                                                  |                                                                                     |                    |                    |
| Nr.                                         | Name                                             | Amt                                                                                 | von                | bis                |
| 1                                           | Johann Laymann                                   | Weihbischof in Augsburg (Deutschland)                                               | 20. Februar 1521   | 11. Juni 1550      |
| 2                                           | Eucharius Sang                                   | Weihbischof in Würzburg (Deutschland)                                               | 16. Februar 1597   | 11. März 1620      |
| 3                                           | François de Harlay de Champvallon                | Koadjutorerzbischof von Rouen (Frankreich)                                          | 9. September 1613  | 23. August 1615    |
| 4                                           | Balthazar de Budos                               | Koadjutorbischof von Castres (Frankreich)                                           | 3. Oktober 1616    | 30. August 1627    |
| 5                                           | Jodokus Wagenhauer                               | Weihbischof in Würzburg (Deutschland)                                               | 23. Mai 1622       | 19. Januar 1635    |
| 6                                           | István Káda                                      | Apostolischer Vikar in Transsilvanien (Rumänien)                                    | 5. November 1689   | 23. September 1695 |
| 7                                           | Maria Romedius Graf von Sarnthein                | Weihbischof in Brixen (Österreich)                                                  | 31. August 1767    | 24. März 1774      |
| 8                                           | Alfonso Aguado y Jaraba                          | Weihbischof in Toledo (Spanien)                                                     | 9. August 1802     | 1815               |
| 9                                           | Patrick Burke                                    | Koadjutorbischof von Elphin (Irland)                                                | 12. Januar 1819    | 8. Mai 1827        |
| 10                                          | Francesco de’ Marchesi Canali                    | Weihbischof in Sabina (Italien)                                                     | 30. September 1834 | 8. Juli 1839       |
| 11                                          | José Hilarión Etrura Cevallos OP                 | Weihbischof in San Juan de Cuyo (Argentinien)                                       | 23. Dezember 1839  | 23. Juni 1849      |
| 12                                          | Athanasius Zuber OFMCap                          | Apostolischer Vikar von Patna (Indien)                                              | 8. März 1854       | 14. Mai 1872       |
| 13                                          | Ramón María de San José Moreno y Castañeda OCarm | emeritierter Bischof von Chiapas (Ciudad Real de Chiapas) (Mexiko)                  | 13. Juli 1883      | 16. Mai 1890       |
| 14                                          | Ruggero Catizone                                 | Weihbischof in Catanzaro (Italien)                                                  | 11. Juli 1895      | Januar 1908        |
| 15                                          | Joseph-Marie-Désiré Guiot SMM                    | Apostolischer Vikar von Los Llanos de San Martín (Piani di San Martino) (Kolumbien) | 24. März 1908      | 24. Dezember 1941  |
| 16                                          | Antun Akšamović                                  | emeritierter Bischof von Sirmio (Kroatien)                                          | 28. März 1942      | 7. Oktober 1959    |
| 17                                          | Marius-Félix-Antoine Maziers                     | Weihbischof in Lyon (Frankreich)                                                    | 17. Dezember 1959  | 24. Januar 1966    |
| 18                                          | Justin Abraham Najmy BA                          | Apostolischer Exarch der melkitischen Eparchie von Newton (Boston, USA)             | 27. Januar 1966    | 11. Juni 1968      |